# Joaquín Coelho
Pour les articles homonymes, voir Coelho.
Joaquín Coelho né le 2 juin 1992, est un joueur porto-argentin de hockey sur gazon. Il évolue au Royal Daring, en Belgique et avec l'équipe nationale argentine.

## Biographie
- Nationalité portugaise de 2013 à 2021
- Nationalité argentine de 2012 à 2013 et depuis 2022

## Carrière
- Argentine U21 de 2012 à 2013
- Équipe première du Portugal en 2016 dans le cadre du 1er tour de la Ligue mondiale 2016-2017 à Glasgow.
- Début en équipe première avec l'Argentine le 19 février 2022 contre l'Angleterre à Buenos Aires dans le cadre de la Ligue professionnelle 2021-2022[1].

## Palmarès
- : 1er à la coupe d'Amérique des moins de 21 ans en 2012.